# Лангенорла
Лангенорла (нем. Langenorla) — община в Германии, в земле Тюрингия. 
Входит в состав района Заале-Орла. Подчиняется управлению Оппург.  Население составляет 1470 человек (на 31 декабря 2010 года). Занимает площадь 22,71 км².
Коммуна подразделяется на 3 сельских округа.